# كمك عزيز الله (لوداب)
کمك عزيز الله (بالفارسية: کمک عزیزالله) هي قرية تقع في إيران في قسم لوداب الريفي. يقدر عدد سكانها بـ 47 نسمة .